# Schreck László
Schreck László (Máramarossziget, 1935. szeptember 8. – Máramarossziget, 1993. augusztus 26.) erdélyi magyar történész, levéltáros.

## Életútja
Középiskolai tanulmányait szülővárosa Magyar Vegyes Líceumában végezte (1953), a Bolyai Tudományegyetemen történelem szakon szerzett tanári diplomát (1957). Pályáját az aknasugatagi iskola igazgatójaként kezdte (1957–61). Ezután haláláig a máramarosszigeti Állami Levéltárnál volt levéltáros, majd főlevéltáros.

## Munkássága
Kutatási területe Máramaros, ezen belül főképp Aknasugatag és Máramarossziget múltja. Legelső dolgozata Az aknasugatagi iskola története volt (Bányavidéki Fáklya, 1960), amelyet újabb – e lapban közölt – művelődéstörténeti írások követtek (Apsai Mihályi János. 1974. május 12.; Hollósy Simon. 1976. augusztus 6.; Szilágyi István. 1990. jún. 29.; Bartók Béla első máramarosi útja. 1991. január 22.; Máramaros vármegye és annak levéltára. 1993). Foglalkozott a lapban a tájegység gazdaságának sajátos vonásaival (Az aknasugatagi sóbányákról. 1982. július 3.; Az első máramarosi hajlítottbútorgyár. 1982. július 31.); dolgozatokat szentelt a helytörténeten túlmutató társadalmi-politikai jelenségeknek.
Helytörténeti írásai főleg helyi sajtótermékekben jelentek meg (Bányavidéki Fáklya, Bányavidéki Új Szó, Máramarosszigeti Napló, Szigeti Turmix). Tanulmányokat közölt ezenkívül magyar és román nyelven az 1717-es tatár betörésről (A Hét, 1977. október 14.; Marmaţia 1978/39). Társszerzője a megyei levéltárat ismertető kötetnek (Îndrumător în Arhivele Statului Maramureş. 1974).